# Tiris Zemmour
Tiris Zemmour (arabisk: ولاية تيرس زمور) er en region i den nordøstlige del af Mauretanien, som grænser til Algeriet i nordøst, Mali mod øst, regionen Adrar mod syd og Vestsahara mod vest og nordvest. Tiris Zemmour,er inddelt i 3 departementer:
- Birmougrein
- F´Dérik
- Zouérat

24°00′N 9°00′V / 24.000°N 9.000°V
|  | Infoboks uden skabelon Denne artikel har en infoboks dannet af en tabel eller tilsvarende. |